# 2.5D

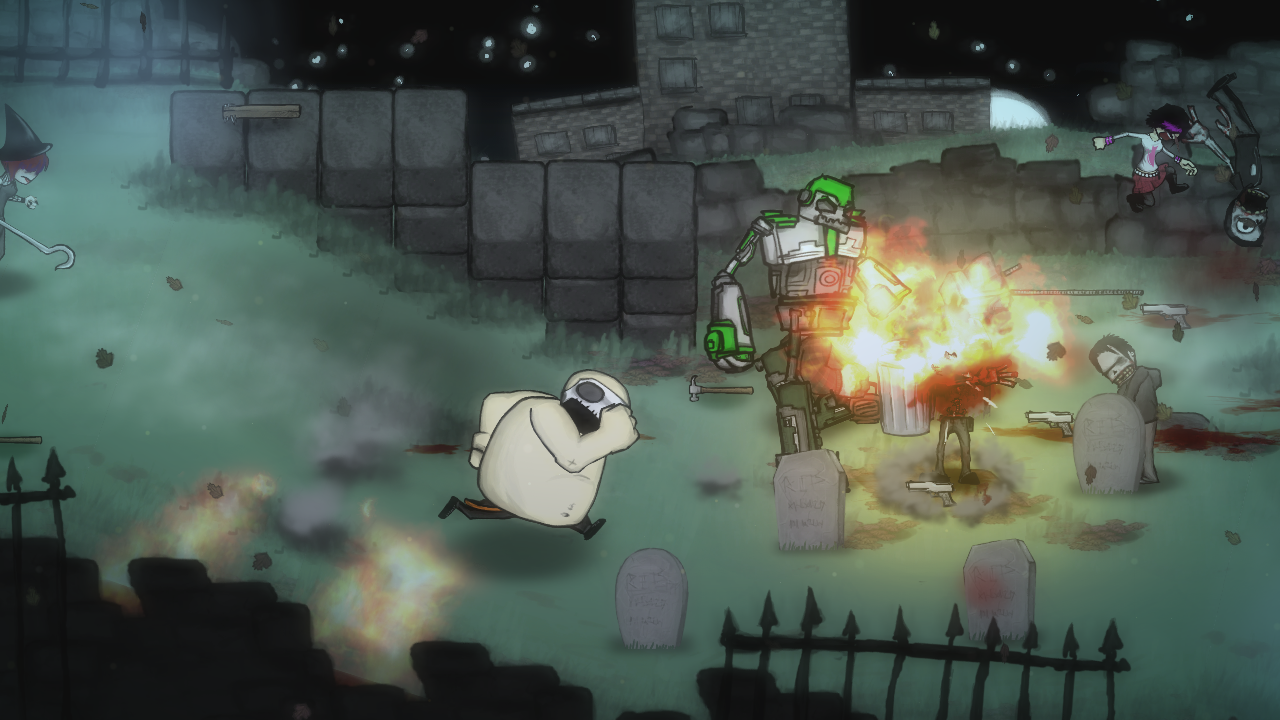
In questo picchiaduro a scorrimento 2.5D l'illusione della profondità è data dal posizionamento più "indietro" di oggetti 2D

2.5D o 2.5-D, sigla di 2.5 Dimensional ("a due dimensioni e mezzo" in inglese, una simbolica via di mezzo tra 2D e 3D), nell'ambito della computer grafica e soprattutto dei videogiochi, indica l'utilizzo di varie tecniche grafiche bidimensionali per creare l'illusione della tridimensionalità. La terza dimensione avanza dallo schermo verso lo sfondo, per creare il senso della profondità e dello spostamento su più piani.
Viene anche detto pseudo 3D, in opposizione al "vero 3D" generato con i modelli matematici della computer grafica 3D.
A seconda dei casi, il 2.5D può essere reso con il solo uso di tecniche bidimensionali oppure con il parziale aiuto di vera grafica 3D.
Dal punto di vista formale la International Game Journalists Association scoraggia l'uso del termine 2.5D, preferendo specificare le effettive dimensioni della grafica e dell'ambiente di gioco o specificare se la prospettiva è isometrica.

## 2.5D con grafica bidimensionale
SimCity 2000 è un classico esempio di grafica puramente bidimensionale utilizzata per creare l'illusione della profondità. In un videogioco isometrico si mescolano i vantaggi di una visuale 2D dall'alto e una visuale 2D laterale, ottenendo una panoramica più interessante degli oggetti nello spazio. Vedi anche Sonic 3D per Mega Drive.
Si parla di 2.5D anche quando l'apparenza tridimensionale è data da una serie limitata di strati 2D sovrapposti. Ad esempio in StarCraft esistono due altitudini del terreno e un'altitudine aerea sulle quali possono muoversi in modo continuo rispettivamente le unità di terra e i velivoli, ma un oggetto può stare in uno e un solo strato, non esistono altitudini intermedie.

## 2.5D con grafica poligonale
Un altro tipo di 2.5D si ha quando l'ambiente è generato con grafica 3D, ma l'azione di gioco si svolge su un solo piano. Un ottimo esempio è LittleBigPlanet, dove il mondo di gioco ha una profondità visiva in quanto il gioco è stato sviluppato interamente con modelli 3D, ma il giocatore agisce solo su un piano; più avanti l'azione si sposta anche su più piani paralleli, ma sempre limitati e distinti.
In giochi più datati si possono avere mescolanze di grafica 2D e 3D: ad esempio Alone in the Dark usa personaggi e oggetti con grafica 3D, ma posizionati sopra ambienti che, pur mostrando una prospettiva, sono semplici sfondi 2D fissi. In Doom o Capcom vs. SNK 2 avviene il contrario, gli sfondi sono generati poligonalmente in 3D ma oggetti e creature sovrapposti sono semplici sprite 2D.
Anche nel campo degli effetti visivi nella creazione di video si parla di 2.5D quando viene utilizzata una qualsiasi combinazione di effetti 2D e 3D. Può voler dire strati 2D sovrapposti a distanze diverse per dare l'effetto della parallasse, scene 3D composte con oggetti 2D, piani 2D estrusi nel 3D, o più spesso molte di queste cose insieme.

## Galleria schermate

Grafiche a confronto
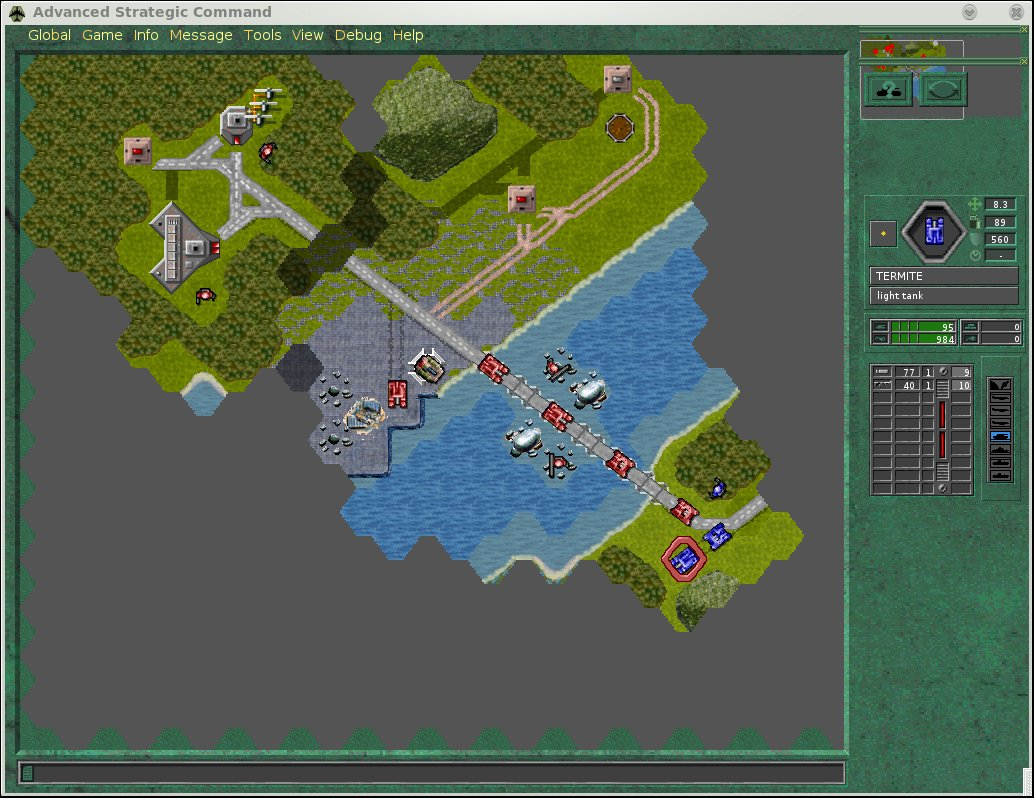
2D visto dall'alto
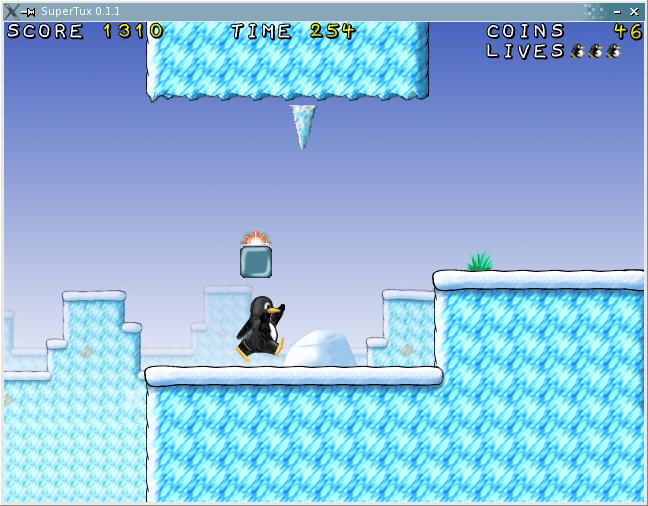
2D visto di lato
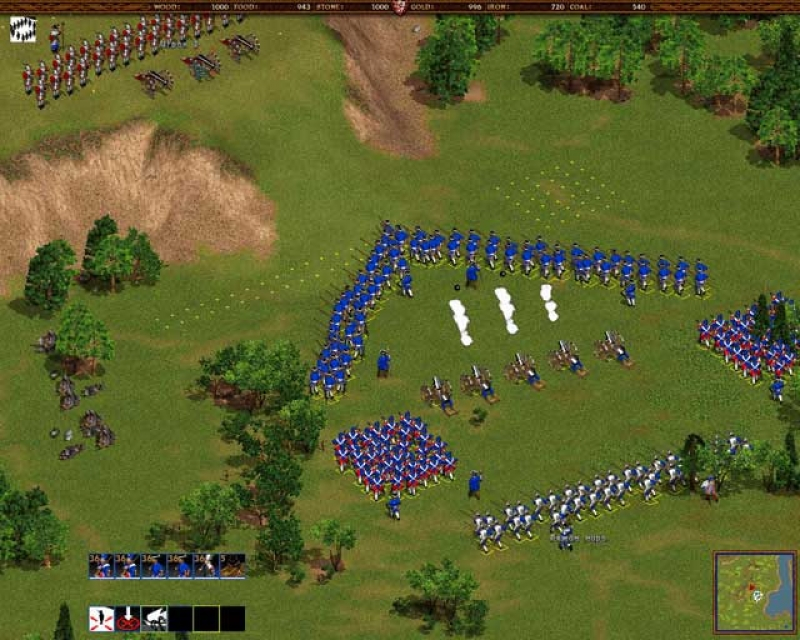
2.5D - videogioco isometrico
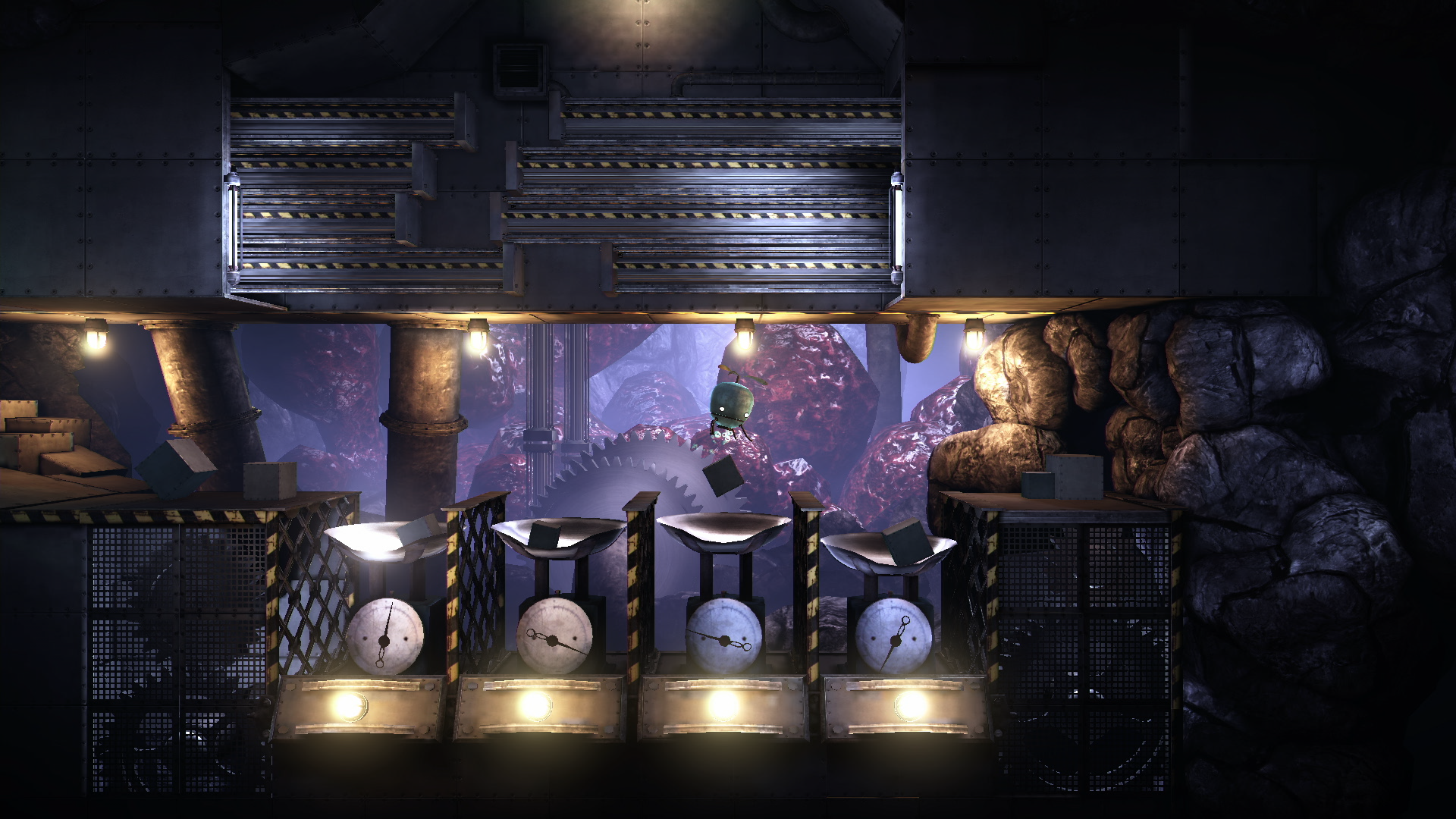
2.5D - l'ambiente è 3D ma l'azione di gioco avviene solo in primo piano, in 2D
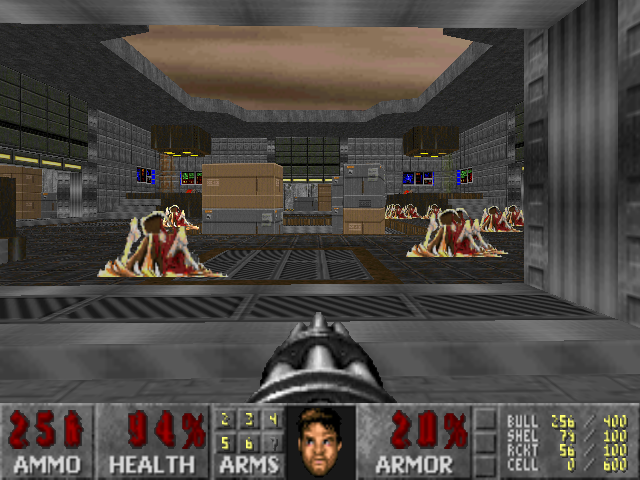
2.5D - grafica mista: l'ambiente è 3D ma i mostri sono sprite 2D
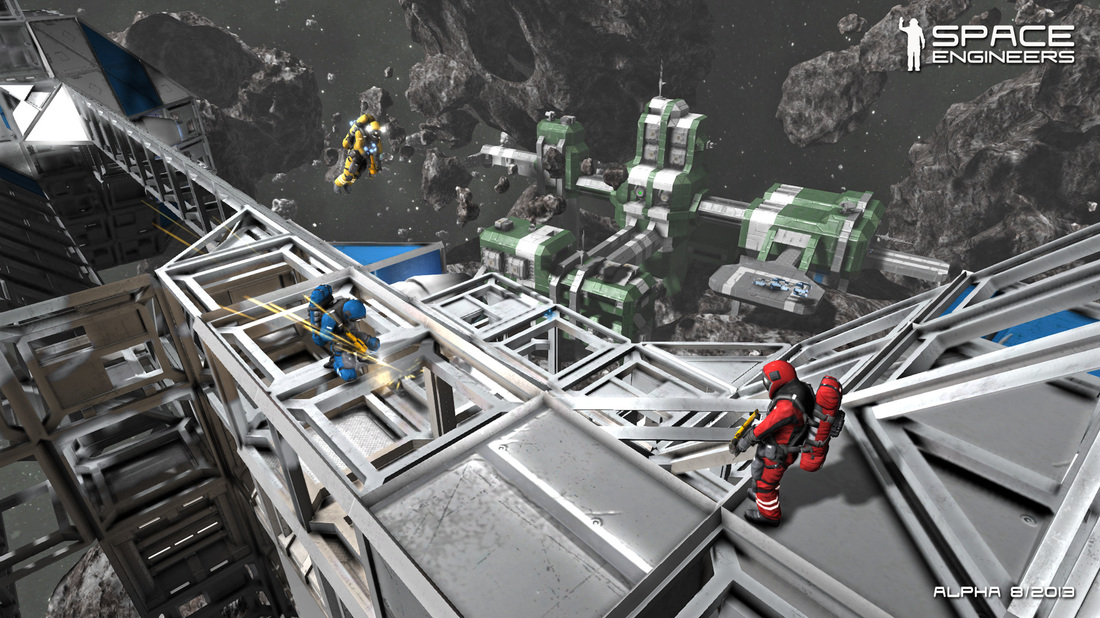
Vero 3D